# Sigismund von Förster (General, 1856)

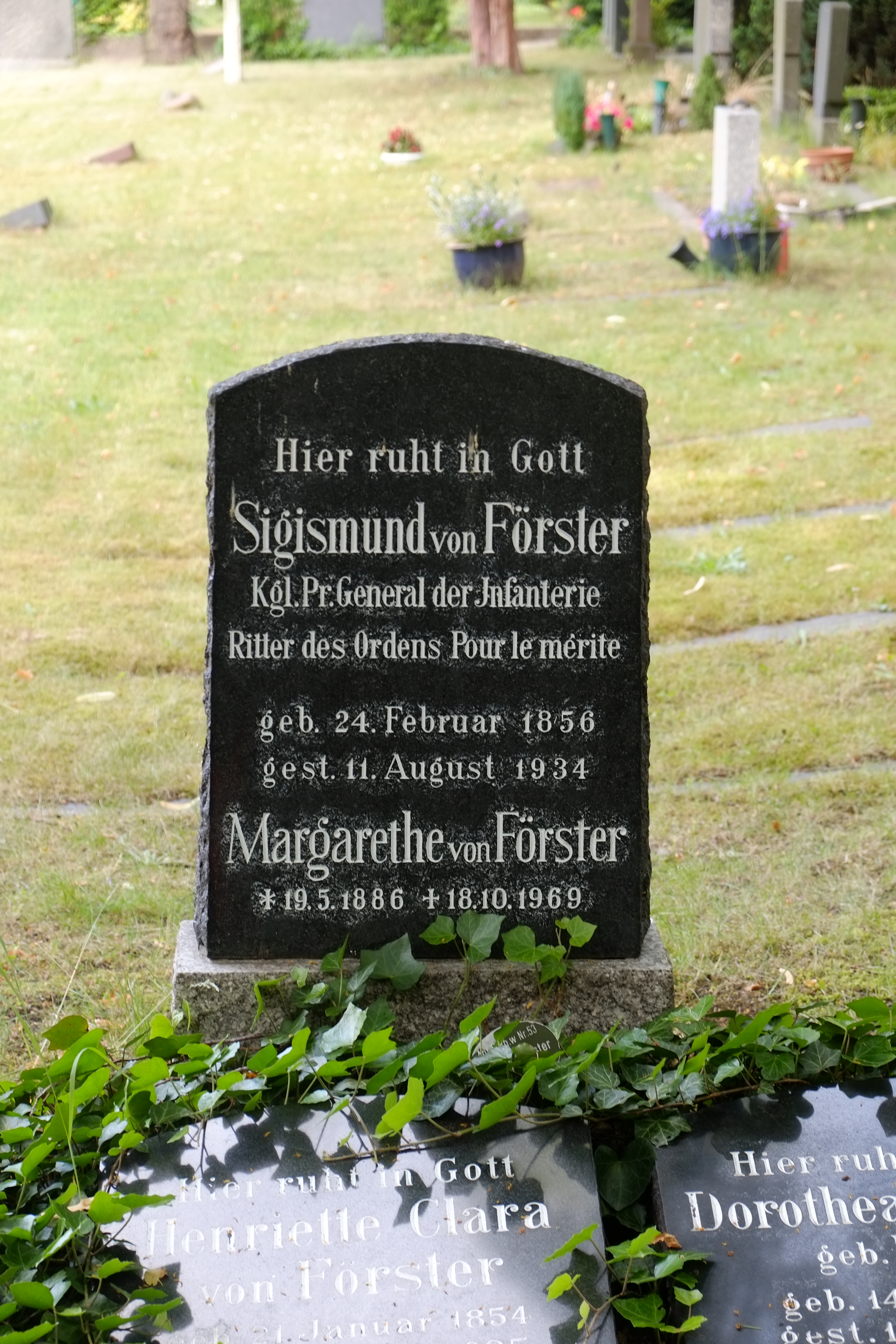
Sigismund von Försters Grab in Berlin

Sigismund von Förster (* 24. Februar 1856 in Sangerhausen; † 11. August 1934 in Brandenburg an der Havel) war ein preußischer General der Infanterie.

## Leben
Aus dem Kadettenkorps kommend wurde Förster am 23. April 1874 als Sekondeleutnant in die II. Ingenieur-Inspektion der Preußischen Armee überwiesen. Bereits am 2. Mai 1874 folgt seine Versetzung in das Magdeburgische Pionier-Bataillon Nr. 4. Ab Oktober 1875 absolvierte Förster für zwei Jahre die Vereinigte Artillerie- und Ingenieurschule und kam 1877 zum Eisenbahn-Regiment in Berlin. Von 1881 bis 1883 besuchte er die Technische Universität Berlin, wurde 1888 Hauptmann sowie Kompaniechef im Hessischen Pionier-Bataillon Nr. 11 in Mainz. Am 23. Juni 1887 wurde sein Sohn Sigismund geboren. Von 1890 bis 1893 gehörte er der Luftschiffer-Abteilung in Berlin an. Anschließend wurde er Kompaniechef im Infanterie-Regiment Nr. 138 in Straßburg. 1897 zum Major befördert, übernahm er ein Jahr später ein Bataillon des Regiments. Am 17. Dezember 1898 wurde er nach Prenzlau versetzt, wo er das Kommando über das I. Bataillon im Infanterie-Regiment „General-Feldmarschall Prinz Friedrich Karl von Preußen“ (8. Brandenburgisches) Nr. 64 erhielt.
Anlässlich der Niederschlagung des Boxeraufstandes trat Förster am 9. Juli 1900 zum Ostasiatischen Expeditionskorps über. Als Kommandeur des II. Bataillons des 2. Ostasiatischen Infanterie-Regiments nahm er an den Kämpfen in China teil und wurde für die Erstürmung der „Boxer-Festung“ Tse King Kuan am 28. Mai 1901 mit dem Orden Pour le Mérite ausgezeichnet.
Nach seiner Rückkehr nach Deutschland wurde er zunächst am 2. Oktober 1901 dem 5. Garde-Regiment zu Fuß aggregiert und mit Wirkung zum 1. April 1902 zum Kommandeur des I. Bataillons ernannt, das er bis zum 26. Januar 1904 befehligte. Anschließend versetzte man ihn zum Stab des Leib-Grenadier-Regiments „König Friedrich Wilhelm III.“ (1. Brandenburgisches) Nr. 8. Während des Russisch-Japanischen Krieges war er 1904/05 als Militärbeobachter zur Japanischen Armee kommandiert. Am 18. August 1906 beauftragte man ihn mit der Führung des Infanterie-Regiments „von Stülpnagel“ (5. Brandenburgisches) Nr. 48 und ernannte ihn unter Beförderung zum Oberst zum Regimentskommandeur in Küstrin. 1910 erfolgte die Beförderung zum Generalmajor mit Versetzung als Kommandeur zur 67. Infanterie-Brigade in Metz. 1913 erfolgten die Beförderung zum Generalleutnant und die Ernennung zum Kommandeur der 6. Division in Brandenburg. Am 3. Februar 1914 wurde er mit der gesetzlichen Pension zur Disposition gestellt. In Würdigung seiner langjährigen Verdienste verlieh ihm Kaiser Wilhelm II. kurz darauf den Stern zum Roten Adlerorden II. Klasse mit Eichenlaub.
Mit Ausbruch des Ersten Weltkriegs wurde Förster reaktiviert und erhielt das Kommando über die 1. Reserve-Division. Mit dieser eroberte er am 24. Februar 1915 in der Schlacht von Przasnysz die polnische Stadt Przasnysz. Am 23. September 1915 wurde er Kommandeur der 77. Reserve-Division. Er residierte mit seinem Stab in Schloss Lautzensee. Am 17. Mai 1917 wurde unter Verleihung des Charakters als General der Infanterie seine Mobilmachungsbestimmung aufgehoben.
Förster starb am 11. August 1934 in Brandenburg und wurde auf dem Alten St.-Matthäus-Kirchhof 
(Feld R) in Berlin beigesetzt.